# Neobradypontius australis
Neobradypontius australis is een eenoogkreeftjessoort uit de familie van de Artotrogidae. De wetenschappelijke naam van de soort is voor het eerst geldig gepubliceerd in 1923 door Wilson C.B..